# La mitad del cielo
La mitad del cielo este un film dramatic spaniol din 1986 regizat de Manuel Gutiérrez Aragón. Filmul a fost ales din partea Spaniei la categoria cel mai bun film în limba străină la ediția din 1987 a premiilor Oscar, dar nu a fost acceptat în competiție.

## Distribuție
- Ángela Molina - Rosa
- Margarita Lozano - Bunica
- Fernando Fernán Gómez - Don Pedro
- Antonio Valero - José
- Nacho Martínez - Delgado
- Santiago Ramos - Antonio
- Carolina Silva - Olvido
- Francisco Merino - Ramiro
- Enriqueta Carballeira - sora Rosei